# ラフマン・レザイー

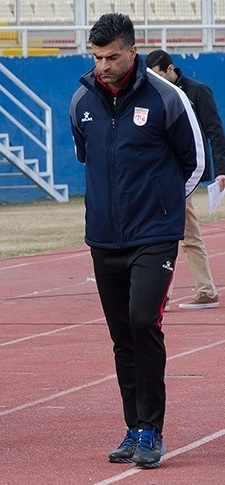
ラフマン・レザイー

ラフマン・レザイー（ペルシア語: رحمان رضائی, ラテン語: Rahman Rezaei, 1975年2月20日 - ）は、イラン・エスファハーン出身の元同国代表の元サッカー選手。長年プレーしたイタリアでは、そのパフォーマンスから国防大臣の愛称で親しまれた。

## 来歴

### クラブ
同胞のナーセル・ヘジャージー監督に見出され、地元のゾブ・アハン・エスファハーンFCで5シーズン過ごした。2001年、イタリア・セリエAのACペルージャへ15万ユーロで移籍をした。
その後、セリエBのFCメッシーナに加入すると、すぐさま主力として活躍し同年のセリエA昇格に貢献。2004-05シーズンも変わらず主力として36試合に出場し、昇格組ながら中位入りに貢献した。メッシーナ加入から3シーズン過ぎた頃、2006年8月の終わりに同カテゴリーのASリヴォルノ・カルチョと1年契約を結んだ。
2007-08シーズン終了後に放出されたレザエイは、2008年7月23日にUAEリーグのアル・アハリ・ドーハに同胞のラスール・ハティービーと共に1年契約で加入すると報じられたが、8月になっても正式なサインをせずイタリアに残りたいと母国のメディアに語った。しかし、自身が望んでいたセリエAのクラブからオファーは来ず、セリエBの数チームからのオファーが舞い込むものの、2部でプレーをするぐらいなら母国に戻ることを選択し、7シーズン過ごしたイタリアを去り、11月16日に王者ペルセポリスFCと半年の契約を結んだ。
2009年8月12日、34歳となったレザイーは1年契約・年俸70万ドルでカタールの昇格組アル・アハリ・ドーハへ移籍。2010年にシャーヒーン・ブーシェフルFCと契約し、その半年後にペイカーンFCへ加入。2012年7月4日、現役引退した。

### 代表
2001年7月のボスニア・ヘルツェゴビナ戦でイラン代表デビュー。2006 FIFAワールドカップ, AFCアジアカップ2007と守備の要だったが、前者のメキシコ戦で自身のトラップミスが起点となり逆転され、最終的に1-3で敗れた。後者の大会後、2007年4月6日に代表引退を表明したが、同年12月に復帰する意欲を語った。

## プライベート
2002年6月に結婚。2006年4月にイタリアの市民権を取得した。

## 代表歴

### 出場大会
- イラン代表
  - 2006 FIFAワールドカップ

### 試合数
- 国際Aマッチ 55試合 3得点（2001年-2007年）[13]

| イラン代表 | 国際Aマッチ | 国際Aマッチ |
| 年         | 出場        | 得点        |
| ---------- | ----------- | ----------- |
| 2001       | 17          | 0           |
| 2002       | 3           | 1           |
| 2003       | 5           | 0           |
| 2004       | 10          | 0           |
| 2005       | 6           | 1           |
| 2006       | 8           | 1           |
| 2007       | 6           | 0           |
| 通算       | 55          | 3           |